# マルーマ
マルーマ（Maluma、1994年1月28日 - ）は、コロンビアの歌手・シンガーソングライターである。2010年のデビュー後、最も売れているラテン音楽アーティストの一人。

## 来歴

### 出世
マルーマ(本名:フアン・ルイス・ロンドニョ・アリアス)は1994年1月28日、コロンビアの都市メデジンで2人のコロンビア人、母マルリ・アリアスと父ルイス・ロンドニョの間に生まれた。彼にはマヌエラという姉がおり、マルーマという歌手名は家族3人の名前の頭の音節から由来している。
幼少期の彼はスポーツが大好きで、特にサッカーにおいて彼はアトレティコ・ナシオナルとエクアダ・クラブ・デポルティーボの下部組織で8年間練習を重ねていた。その一方で音楽に情熱を燃やしていた彼は、学生時代に歌のコンテストでアンドレス・セペダの『Tengo ganas』を披露し、見事1位に輝いた。15歳のとき、彼が作曲した『No queiro』が音楽プロデューサーを驚かせ、アルバムを制作する事、また、人々が簡単に覚えることのできる名前を付ける事を提案され、前述の経緯より『マルーマ』が誕生した。

### プロデビュー後
2011年にシングル「Farandulera」をリリースし、翌年には『Magia』でアルバムデビュー。
YouTubeでは2024年現在、10作品のミュージック・ビデオが10億回以上の再生回数を記録。
2019年、マドンナとシングル「メデジン」で共演。
2020年のシングル「ハワイ」(Hawái)はビルボードのラテン・ソング・チャートで9週連続1位を記録。
2022年、ジェニファー・ロペスと共演した映画『マリー・ミー』で映画初出演。
2023年、日本発の人気YouTubeチャンネル『THE FIRST TAKE』に初登場。「ハワイ」と「Junio」の2曲を披露した。

## 人物

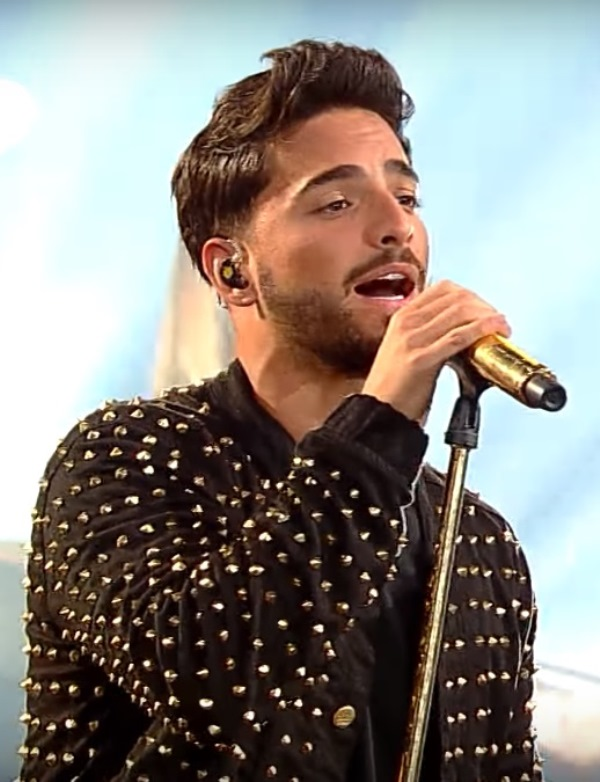
マルーマ（2017年）

ゲイであるという憶測が絶えなかったが、2020年、「どうして俺がゲイだといえるんだい？」「もしゲイならとっくにそう明かしているよ」と否定した。こうした憶測の背景にはゲイ人気が挙げられ、2023年にはマイアミで撮影したヌード写真がTwitter上のゲイのユーザー達の間で大きな話題になるなどした。また、公演中にレインボーフラッグを掲げてセキュリティに取り押さえられたファンを擁護し、LGBTへの支援を表明するなどしている。
頻繁に裸で煽情的な表情を浮かべた写真をSNSなどに投稿するが、これについてマルーマは「自分自身であることを楽しんでいるんだ、これが100％本来の自分なんだ。」と語った。

## ディスコグラフィー

### アルバム
- 『Magia』(2012)
- 『Pretty Boy, Dirty Boy』(2015)
- 『F.A.M.E.』(2018)
- 『11:11』(2019)
- 『Papi Juancho』(2020)
- 『7 Día En Jamaica 』(2021)
- 『Don Juan』 (2023)

## 映画
- 「ミラベルと魔法だらけの家」(2021) ウォルト・ディズニー・ピクチャーズ　マリアーノ役（声の出演）
- 「マリー・ミー」(2021) ユニバーサル・ピクチャーズ　バスティアン役